# شهرستان ساینو
شهرستان ساینو (به لاتین: Sinoe County) یکی از ۱۵ شهرستان کشور لیبریا است که در جنوب آن واقع شده‌است. شهرستان ساینو ۱۰٬۱۳۷ کیلومتر مربع مساحت و ۱۰۴٬۹۳۲ نفر جمعیت دارد.